# أندرو ر. جورج
أندرو ر. جورج (بالإنجليزية: Andrew R. George)‏ هو مترجم بريطاني، ولد في 1955.